# Hohmanns
Hohmanns ist ein Ortsteil des Kneippheilbades Bad Grönenbach im Landkreis Unterallgäu in Bayern.

## Geografie

### Topographie
Der Weiler liegt rund zweieinhalb Kilometer nördlich von Bad Grönenbach, auf einer Höhe von 712 m ü. NN. Hohmanns grenzt im Uhrzeigersinn im Norden beginnend an die Weiler Wieslings, Hörpolz, Haitzen, Fautzen und Schachen.

### Geologie
Hohmanns befindet sich auf dem Jüngeren Deckenschotter der Mindeleiszeit des Pleistozäns. Der Untergrund besteht aus Kies, Sand und zum Teil Konglomerat.

## Geschichte
Hohmanns wurde bereits 1762 erwähnt.